# Francesco Evotti
Francesco Evotti (Pietrasanta, 18 febbraio 1988) è un cestista italiano.

## Carriera
Ha giocato nel ruolo di guardia nel Pistoia Basket 2000 in Serie A.